# Go Mi-sun
Go Mi-sun (ur. 1969 w Seulu) – południowokoreańska wspinaczka sportowa. Specjalizowała się w boulderingu oraz w prowadzeniu. Czterokrotna mistrzyni Azji we wspinaczce sportowej: trzykrotnie w prowadzeniu oraz raz w boulderingu.

## Kariera sportowa
Wielokrotna uczestniczka, festiwalu wspinaczkowego Rock Master, który corocznie odbywa się na słynnych ścianach wspinaczkowych w Arco, gdzie była zapraszana przez organizatora zawodów. W 2000 oraz w 2001 na tych zawodach wspinaczkowych zajmowała 8 miejsca w konkurencji prowadzenie.
Multimedalistka mistrzostw Azji we wspinaczce sportowej (łącznie 5 medali w tym zdobyte 4 tytuły mistrzowskie) w latach 2000 - 2004;
- w konkurencji boulderingu;
  - mistrzostwo Azji (1x) – 2001
- w konkurencji prowadzenia;
  - mistrzostwo Azji (3x) – 2000, 2002, 2003
  - vice mistrzostwo Azji (1x) – 2004

## Osiągnięcia

### Mistrzostwa świata
| Konkurencje | 1999 |
| Prowadzenie | 9-16 |

### Mistrzostwa Azji
| Konkurencje | 2000 | 2001 | 2002 | 2003 | 2004 |
| Bouldering  | —    | 1    | —    | —    | —    |
| Prowadzenie | 1    |      | 1    | 1    | 2    |

### Rock Master
| Konkurencje | 2000 | 2001 |
| Prowadzenie | 8    | 8    |